# Мірто Давуан
Мірто Ленін Давуан Хента (ісп. Mirto Lenín Davoine Genta, 13 лютого 1933, Монтевідео — 7 грудня 1999) — уругвайський футболіст, що грав на позиції півзахисника за клуби «Пеньяроль» та «Мальорка».
Чотириразовий чемпіон Уругваю. 

## Клубна кар'єра
У футболі дебютував 1948 року виступами за команду «Пеньяроль», в якій провів дев'ять сезонів. 
1960 року перейшов до клубу «Мальорка», за який відіграв 2 сезони.  Завершив професійну кар'єру футболіста виступами за команду «Мальорка» у 1962 році.

## Виступи за збірну
Був присутній в заявці збірної на чемпіонаті світу 1954 року у Швейцарії, але на поле не виходив. Ніколи не грав за збірну Уругваю, хоча часто його плутають з іншим футболістом з таким же прізвищем - Вальтером.

## Титули і досягнення
- Чемпіон Уругваю (4):

«Пеньяроль»: 1949, 1951, 1953, 1954
- Чемпіон Південної Америки: 1959 (Еквадор)